# Kúrkino
Kúrkino (en rus: Куркино) és un poble del krai de Krasnoiarsk, a Rússia, que el 2012 tenia 47 habitants. Pertany al districte de Karatuzski.